# Castello di Guardasone
Das Castello di Guardasone ist eine teilweise restaurierte mittelalterliche Höhenburg auf dem Osthang des Monte Lugolo in Ariana in der Nähe des Ortsteils Guardasone der Gemeinde Traversetolo in der italienischen Region Emilia-Romagna. Auf dem Gipfel des Berges befinden sich außerdem noch die Ruinen des alten Wach- und Aussichtsturms, der Guardiola genannt wurde.

## Geschichte

### Von den Ursprüngen bis zum 13. Jahrhundert
Eine Burg zum Schutz der Furt am Enza-Bach wurde vermutlich schon im 10. Jahrhundert errichtet, aber das erste Zeugnis über die Existenz einer solchen Burg stammt aus dem Jahr 1165. Das Gebäude gehörte dem Baratti-Zweig der Grafen von Canossa, Vetter der Attonis, von denen vielleicht der Name der Örtlichkeit stammt, den mittelalterlichen Guardaxonis mit der möglichen Bedeutung von „Guardia degli Attoni“ (dt.: Wächter der Attonis). Die Festung bildete in der Tat eine wichtige Verteidigungsgarnison der Burg Canossa und zur Kontrolle des Enza-Tals.
1248 war die Burg, die der Stadt Parma unterstand, während der Schlacht von Parma von der kaiserlichen Armee Friedrichs II. belegt. Die guelfischen Truppen von Parma, die von Rolando Rossi geführt und vom Bürgermeister Filippo Visdomini gesandt wurden, eroberten sie zurück und schlugen König Enzio von Sardinien, den Sohn Friedrichs II., in die Flucht.
1296 war die Burg der Baratti Neri von den Ghibellinen, die aus der Stadt geflohen waren und vom Markgraf von Ferrara, Azzo III. d’Este, besetzt. Die Guelfen eroberten die Burg zurück, aber einige Monate später griff Azzo III. d’Este erneut an und zerstörte das Gebäude aus Rache vollständig. Im Folgejahr beschloss die Stadt Parma, einige Befestigungen in Guardasone wieder aufzubauen.

### 14. Jahrhundert

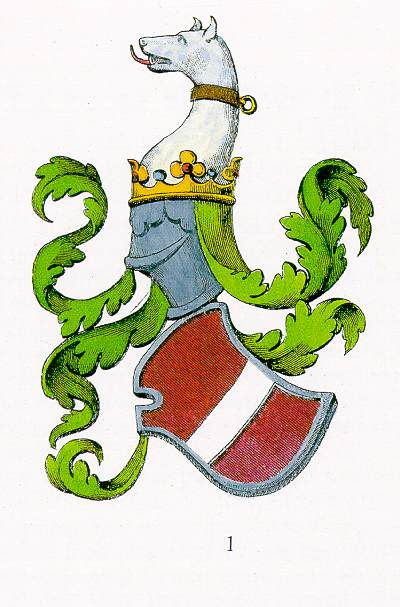
Wappen der Da Correggios

Zwischen 1307 und 1310 ließ Giberto III. da Correggio viele seiner Feinde in die Kerker der Burg werfen, darunter auch einige Mitglieder der Familien Rossi, Baratti und Aldighieri, die aber 1312 auf Geheiß des Kaisers Heinrich VII. wieder befreit wurden. 1316 wurde Giberto III. da Correggio aus Parma verjagt und zog sich nach Castelnovo zurück. Er schloss eine Allianz mit den De’ Palùs und reorganisierte seinen eigenen Truppen auf seinen Besitzungen, darunter Guardasone, Campegine, Guastalla und ‚‚Bazzano‘‘. Er befestigte das Castello di Guardasone und griff die Stadt an, wurde aber zurückgeschlagen.
In den folgenden Jahrzehnten wurden die Provinz Parma und deren Umgebung mit Kämpfen zwischen den gegnerischen Seiten, die sich im Laufe der Zeit veränderten, überzogen. 1334 erklärten die Herrscher von Parma, damals die Ghibellinen, den Da Correggios den Krieg und wiesen die Truppen unter der Führung von Marsilio de’ Rossi an, Traversetolo zu zerstören und Guardasone einzunehmen. 1341 ließ Azzo da Correggio, der Sohn von Giberto, die Burg befestigen, indem er sie mit einem doppelten Mauerring versehen und auf dem Gipfel des Berges den Wachturm von Montelugolo namens „Guardiola“ bauen ließ. Auf der Burg weilte 1346 einige Tage lang Francesco Petrarca, der Kanoniker, und ab 1348 Erzdiakon des Kapitels des Doms von Parma, der das Gedicht in lateinischer Sprache La torre di Guardasone zu Ehren seines Aufenthalts dort schuf. 1346 wurde die Festung erneut angegriffen, diesmal von den Truppen des Markgrafen Francesco d’Este.
1391 wurden Siedlung und Burg von den Truppen von Bologna und Florenz in Brand gesteckt, die sich gegen den Herren von Mailand, Gian Galeazzo Visconti, verbündet hatten.

### 15. Jahrhundert

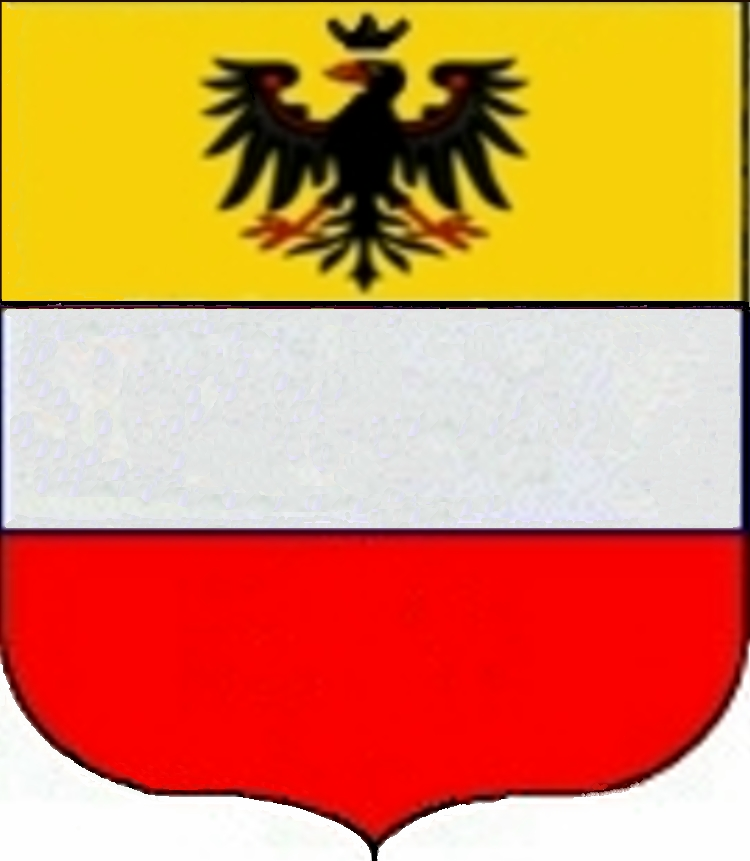
Wappen der Terzis

Am 19. April 1402 starb in der Burg Giberto da Correggio, der Sohn von Azzo, ohne Nachkommen. Seine Besitzungen wurden an den Herzog von Mailand, Gian Galeazzo Visconti, verwirkt, der per am 29. Juli gesiegeltes Dekret die Brüder Ottobuono, Giacomo und Giovanni Terzi, Erben von Niccolò Terzi dem Älteren, in das Castello di Guardasone investierte. Darüber hinaus wurden ihnen die Gebiete von Traversetolo, Montecchio Emilia, Scalochia, Bazzano, Rossena, Sassatello, Gombio, Brescello, Boretto, Gualtieri, Cavriago und Colorno zugesprochen, die bereits auf den verstorbenen Giberto da Correggio registriert waren. Die im herzoglichen Dekret gewährten Konzessionen wurden allen Beteiligten nach dem Tod von Gian Galeazzo Visconti einige Monate später von der Regentin, der Herzogin-Witwe Caterina, Vormund, und dem jugendlichen Herzog Giovanni Maria Visconti in einem zweiten Dekret vom 18. November desselben Jahres vollumfänglich bestätigt.
In den folgenden Jahren war die Bevölkerung von Parma mit den Streitigkeiten zwischen den Terzis und den Rossis beschäftigt, die 1403 Siedlung und Burg von Guardasone plünderten. Zwei Jahre später ließ Ottobuono de’ Terzi Gherardo degli Aldighieri erneut in das Gefängnis der Burg werfen. 1408 verschworen sich laut einigen Geschichtswissenschaftlern verschiedene Männer des Dorfes und von Borgo San Donnino, die mit Orlando Pallavicino verbündet waren, sich gegen die Terzis, die als Reaktion darauf 65 einfangen und im Hof der Festung enthaupten ließen.
1409 wurde Ottobuono de’ Terzi, der Herr von Parma und Reggio, in einem Hinterhalt in Rubiera durch die Hand von Muzio Attendolo Sforza unter der Komplizenschaft von Niccolò III. d’Este getötet. Sein Bruder Giacomo ließ daraufhin dessen Witwe, Francesca da Fogliano, und die drei minderjährigen Kinder, Niccolò Carlo, den künftigen Erben der väterlichen Herrschaften, Margherita und Caterina, im gut ausgestatteten Castello di Guardasone Zuflucht suchen. Er sandte dann 300 Ritter unter der Führung von Giovanni Malvicino zur Verstärkung der Burggarnison. Die Truppen wurden aber in Traversetolo von den D’Estes abgefangen und nach einem blutigen Kampf besiegt. Die Bewohner von Cazzolo, Sivizzano und Rivalta belagerten das Castello di Guardasone, aber der Kastellan Pietro del Borgo reagierte mit einem Ausfall, bei dem die Kräfte der De’ Rossis besiegt wurden.
Im Monat September griffen die Truppen der D’Estes unter der Führung von Uguccione dei Contrari die Burg mit Bombenschüssen an und zwangen die Terzis zur Übergabe der Festung. Uguccione dei Contrari wurde somit Herr von Guardasone und Montelugolo. Die Witwe von Ottobuono de’ Terzi, Francesca, verließ in den ersten Tagen des Jahres 1410 unter dem hohen Schutz der Republik Venedig mit ihren drei Kindern die Gegend von Parma und begab sich auf die Burg von Villa Bartolomea, ein Lehen, das Ottobuono de’ Terzi von seinem Vater Niccolò Terzi dem Älteren geerbt hatte und das zwischen Legnano und Carpi lag. Giacomo Terzi, der sich dagegen nach Borgo San Donnino geflüchtet hatte, fand den Tod im Oktober, als er von Fiorenzuola d’Arda unter seiner Burg auf den Terrassen, die an die Familie Scotti gefallen waren, massakriert wurde, während er versuchte, seinem Bruder Giovanni zu helfen.
1417 ließ Uguccione dei Contrari, der eine Allianz zwischen Orlando Pallavicino und Azzo Baratti fürchtete, letzteren festnehmen und in der Burg einsperren; später brachte er sich in den Besitz des Castello di Castione de’ Baratti.
1421, nachdem Niccolò III. d’Este mit Filippo Maria Visconti Parma gegen Reggio nell’Emilia getauscht hatte, wurde das Castello di Guardasone, zu dem auch Traversetolo und Castione de’ Baratti gehörten, an den Herzog von Mailand verwirkt, der den Kastellan Masino di Facino di Santo Alosio darin investierte und es im Folgejahr mit Munition versorgen ließ.
1431 verlehnte Filippo Maria Visconti die Lehen von Guardasone und Colorno an seinen Condottiere, vertrauten Berater und Diplomaten, Niccolò de’ Terzi den Krieger, den leiblichen Sohn von Ottobuono de’ Terzi, um ihn für seine Dienste zu belohnen.
1447 griff Pier Maria II. de’ Rossi mit Unterstützung der Da Correggios das Castello di Guardasone an und plünderte es, bevor er nach Brescello weiterzog. Im folgenden Jahr ermahnte Niccolò de’ Terzi der Krieger, der weitere Angriffe von Seiten des Herzogs von Ferrara, Ercole I. d’Este, fürchtete, seine Söhne Ottobuono und Gaspare, die Burg und weitere Verteidigungsanlagen auf ihren Ländereien zu befestigen.
1449 einigte sich Niccolò de’ Terzi, der Krieger, der Francesco I. Sforza als Herrn von Parma schlecht unterstützte, obwohl dieser gerade den Besitz aller seiner Lehen bestätigt hatte, mit seinem Freund Alfons V., dem König von Neapel und kraft des von Filippo Maria Visconti zu seinen Gunsten erstellten Testamentes Anspruchsberechtigten auf das Herzogtum Mailand. Er stellte seine Lehen in der Provinz Parma zur Unterstützung der Goldenen Ambrosianischen Republik zur Verfügung, folgte als letzter der Viscontis in der Regierung des Staates Mailand, jedoch auf seine Grenzen beschränkt, da das Gebiet von den Truppen der Republik Venedig, die von den Sforzas angeführt wurden, umgeben war. König Alfonso, der seine Milizen auf die Toskana und die Romagna aufgeteilt hatte, konnte so von den Militärstützpunkten, wie den gut mit Munition versorgten Burgen von Colorno und Guardasone, die zur Bewachung von Parma eingerichtet worden waren, gegen die Sforzas vorrücken lassen; er schickte sofort 800 Infanteristen dorthin, während Astorre II. Manfredi die Entsendung von 1500 Kavalleristen und 500 Infanteristen nach Faenza anordnete. Dennoch verhinderte Francesco Sforza, der sofort über diese feindlichen Vorbereitungen informiert worden war, prompt den Angriff von Manfredi, indem er ihm für den Abzug seiner Milizen einen Vorschuss von einigen Tausend Dukaten zahlte. Der Condottiere Alessandro Sforza, der Bruder von Francesco Sforza, schob sich unter Guardasone und belagerte mit Hilfe von Giberto VI., Manfredo I. und Niccolò II. da Correggio die Festung, deren Besatzung, darunter der Dichter Basinio Basini, sich, da sie an neuer Hilfe zweifelten, nach wenigen Tagen auf eine Kapitulation einigten. Die Obhut über die Burg wurde somit zunächst Manfredo und Giberto da Correggio und dann Pier Maria II. de’ Rossi übertragen.
1466 belehnte der Herzog Galeazzo Maria Sforza Giovanni und Vitaliano II. Borromeo mit der Burg. 1483 versuchte der Schwager Guido de’ Rossi, sich mit einer List der Burg zu bemächtigen: Er schickte seine Gattin, Ambrosina Borromeo, die vorgab, vor ihrem Gatten geflohen zu sein, und ihre Brüder um Hilfe bat. Aber der Kastellan tappte nicht in die Falle und als Reaktion darauf setzte De’ Rossi die Wohnhäuser der Siedlung in Brand.

### 16.–18. Jahrhundert

Wappen der Borromeos

1526 gelang es den Landsknechten, die Burg zu überfallen und in sie einzudringen.
Im Januar 1551, während des Krieges um Parma, wurde die Burg, die eine strategische Position für die Versorgung der Stadt besaß, von den Franzosen erobert, die mit dem Herzog von Parma, Ottavio Farnese verbündet waren. Ferrante I. Gonzaga und Gian Giacomo Medici schritten nicht unmittelbar ein und ermöglichten so den Besatzern, die Befestigungen der Burg zu verstärken; in der Folge gelang es ihnen nicht mehr, sie zurückzuerobern.
Wenige Jahre später, 1558, griff der Herzog von Ferrara, Ercole II. d’Este, nach der Eroberung der Burgen von San Polo, Canossa und Rossena unerwartet das potente Castello di Guardasone an, das schlecht geleitet war, und brachte es leicht in seinen Besitz. Er eroberte in kurzer Zeit auch das benachbarte Guardiola. Ottavio Farnese reagierte darauf mit dem Angriff auf den Turm von Montelugolo, den er mit Bombenschüssen bearbeiten und fast vollständig zerstören ließ. Dann ließ er auf die Burg zielen, in die sich das gesamte Präsidium von Ferrara unter der Leitung von Alessandro Rangoni geflüchtet hatte. In der Nacht entkamen die Insassen während der Kanonaden heimlich, die das gesamte Gebäude mit Ausnahme des Bergfrieds bis auf die Grundmauern zerstörten.
1652 heirateten der Graf Renato II. Borromeo und Giulia Arese, die Tochter des Grafen Bartolomeo III. Arese; der Ehemann erbte die Hälfte der Besitzungen seines Schwiegervaters. Er fügte seinem Namen den Familiennamen seiner Gattin hinzu und wurde so Stammvater der Familie Borromeo Arese.

### 19.–21. Jahrhundert

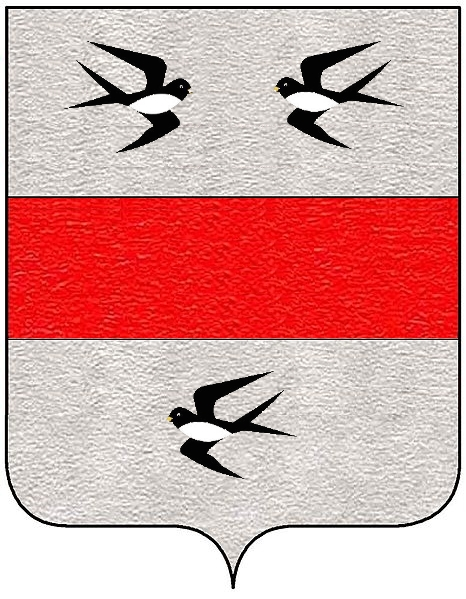
Wappen der Rondanis

Anfang des 19. Jahrhunderts kaufte die Familie Medici die Burgruine, von der nur ein Teil der Umfassungsmauer und des Bergfrieds übriggeblieben waren. Einige Jahrzehnte später wurde die Ruine an den Entomologen Camillo Rondani verkauft, der dort sein eigenes Studio einrichtete.
Anfang 1903 ließ Alberto Rondani den Bergfried restaurieren, wobei die Fenster und das Dach verändert wurden. Wenige Jahre später wurde darüber hinaus neben dem Turm ein großes L-förmiges Gebäude errichtet.
Die Burg gehört heute der Familie Rondani.

## Beschreibung

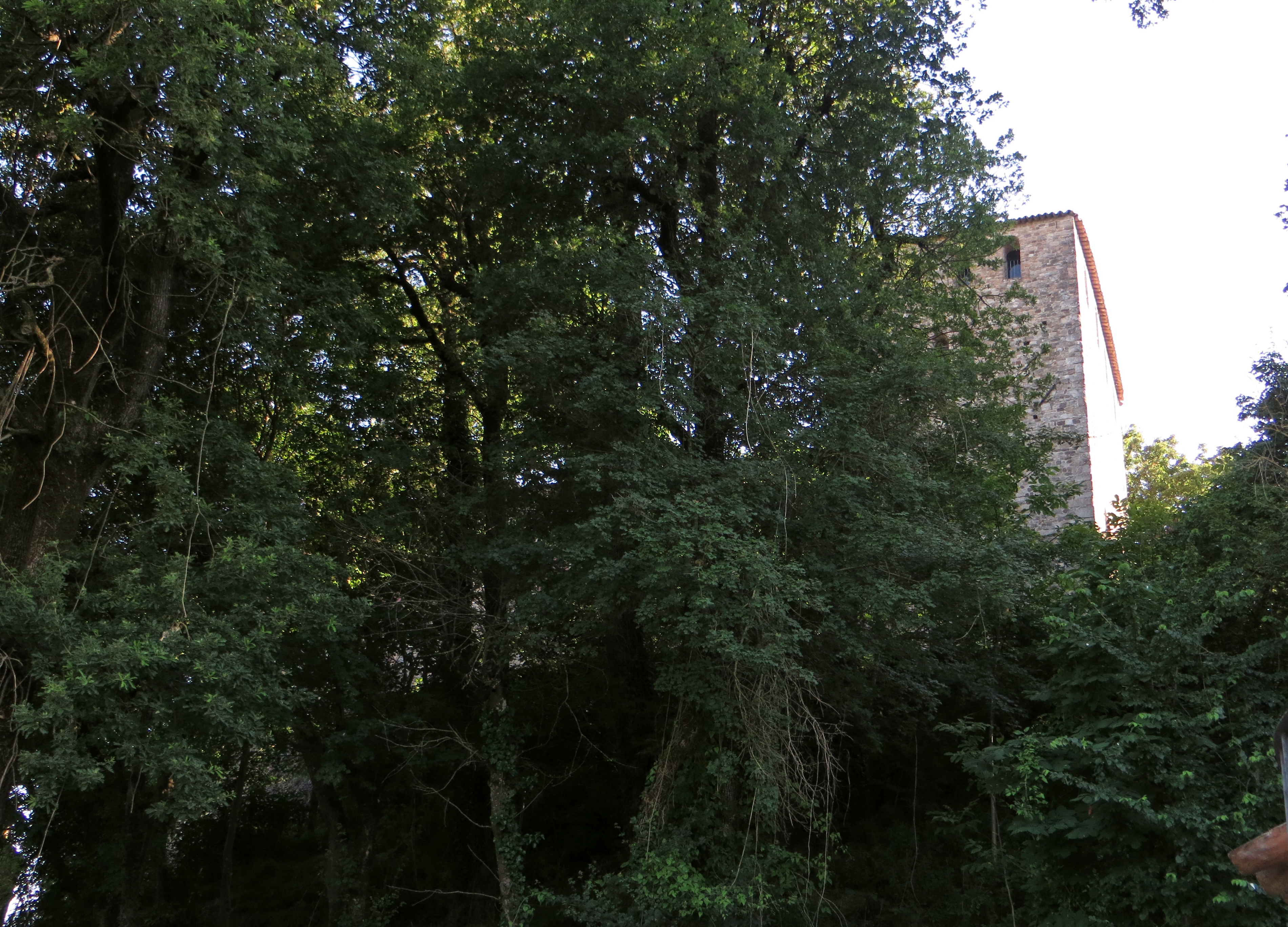
Der Bergfried, sichtbar beim Blick durch das Dickicht

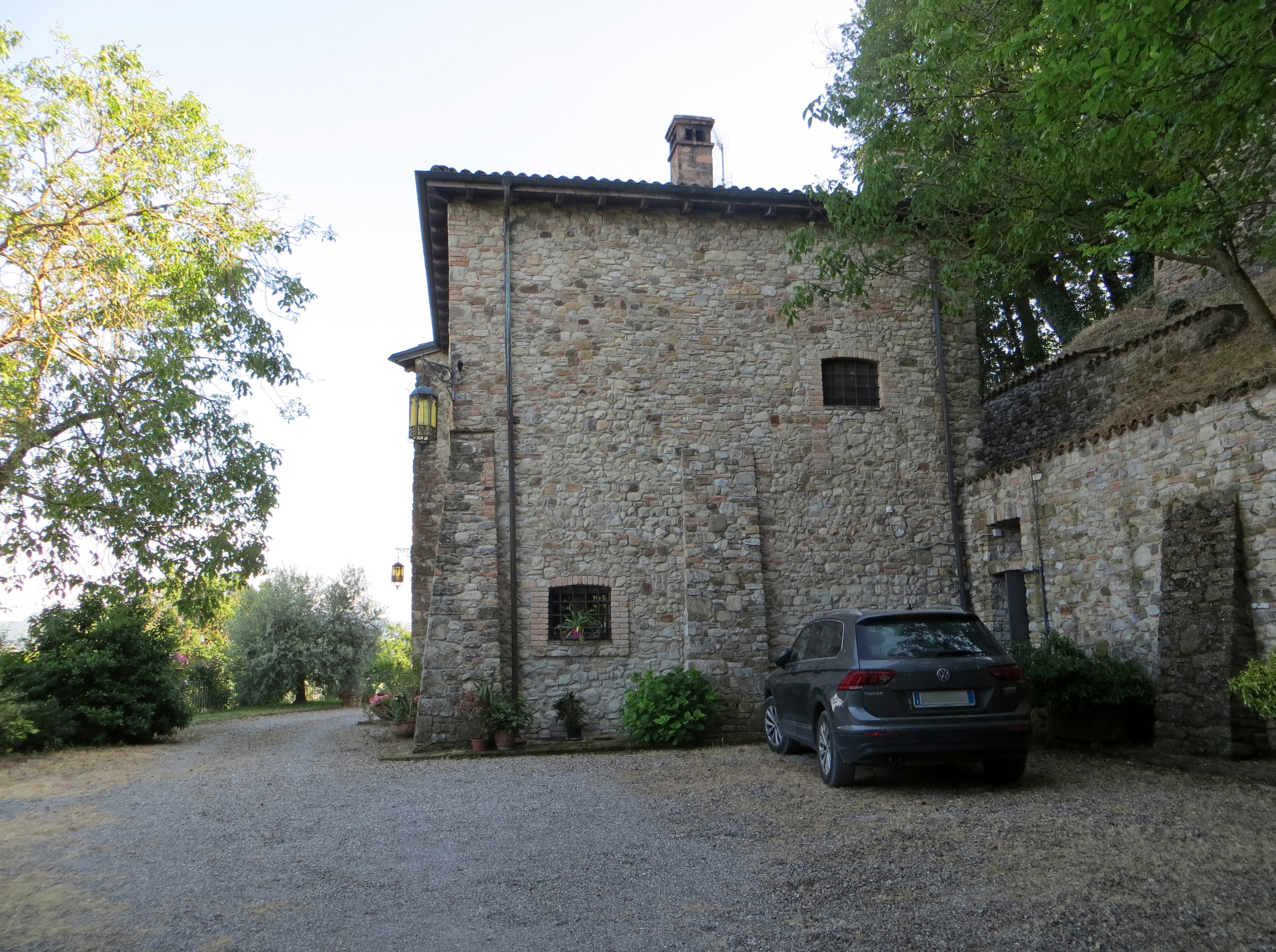
Die Nebengebäude zu Füßen der Burg

Von der einst potenten, steinernen Burg ist heute nur noch der breite Bergfried mit seinem einsamen, rechteckigen Grundriss erhalten. Neben dem Turm schließt sich auf der Ostseite ein L-förmiger Baukörper an, der Anfang des 20. Jahrhunderts hinzugefügt wurde.
Der hohe und massige Bergfried erhebt sich über vier oberirdische Hauptstockwerke. Auf der Westseite öffnet sich ein Spitzbogenportal, das ursprünglich auf den Waffenplatz hinaus führte. Die ersten drei Stockwerke sind durch breite Doppelfenster mit Säule in der Mitte gekennzeichnet, die Anfang 1903 eingebaut wurden. Im obersten Stockwerk dagegen finden sich einige Einzelfenster mit Krönung und Spritzbögen am Umfang, die um 1900 abgeändert wurden.
Das Gebäude aus dem 20. Jahrhundert ist ebenfalls aus Stein erbaut, zeigt aber keine nennenswerten architektonischen Details.
Um die Burg erheben sich entlang dem Hang die Ruinen der mittelalterlichen Mauer ohne Krönung.

### Guardiola

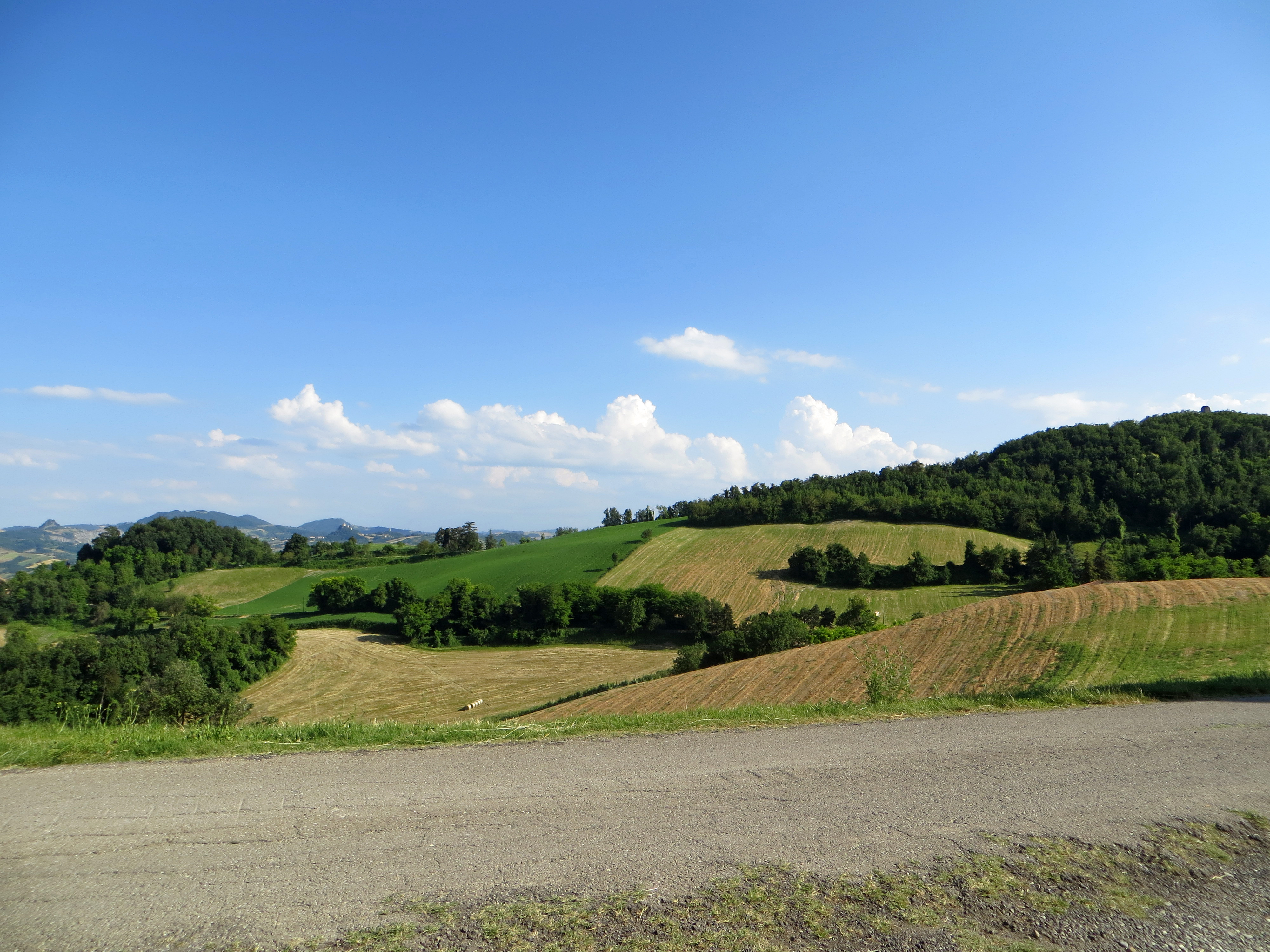
Die Hügel, auf den sich die Burg erhebt, zur Linken und Guardiola rechts

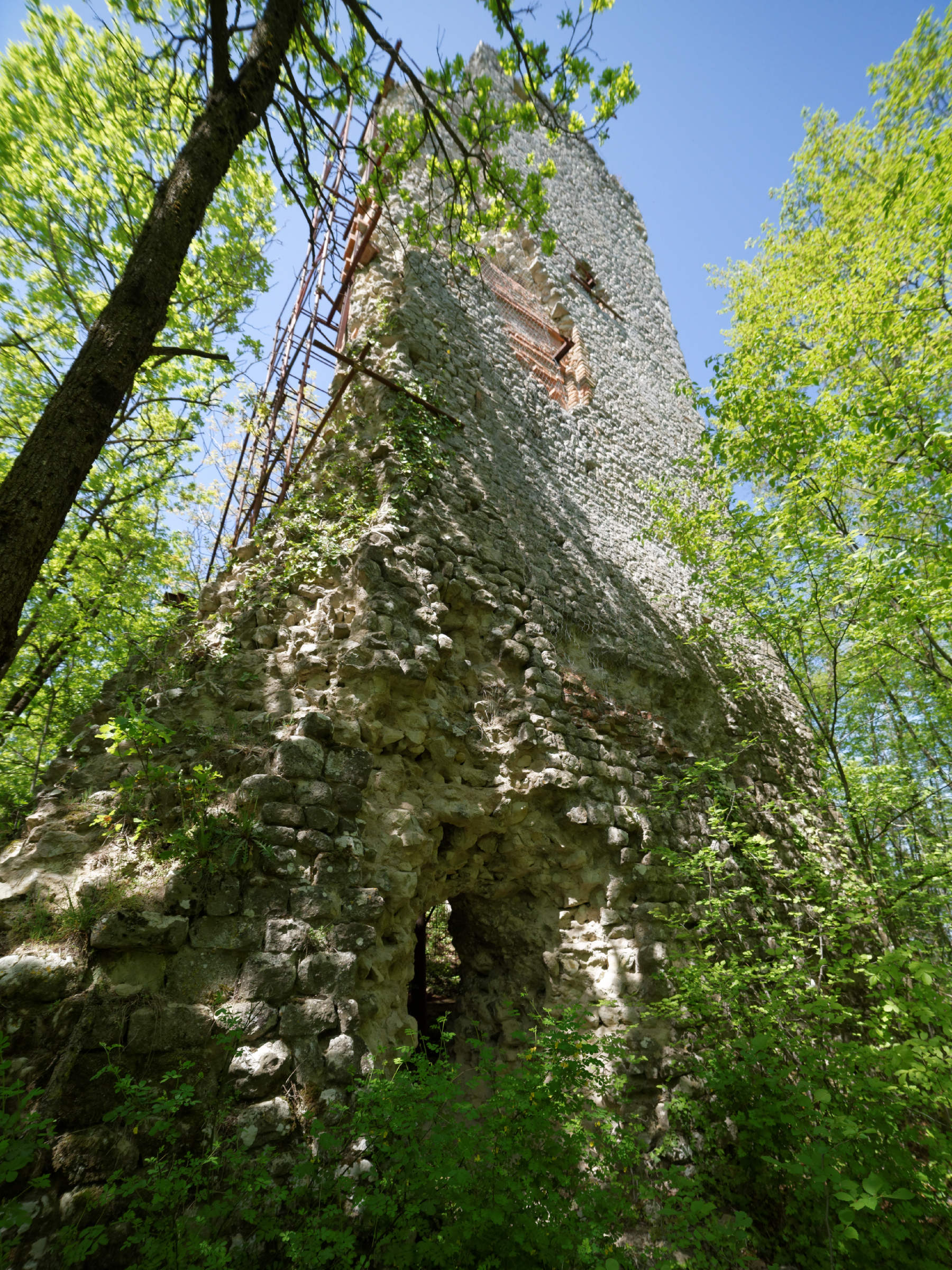
Die Reste der Guardiola

Die Guardiola erhebt sich auf dem Gipfel des Monte Lugolo, einige Hundert Meter westlich der Burg.
Von dem alten, steinernen Wachturm, der ursprünglich drei Stockwerke hatte, blieben nur die Ruinen der Außenmauern.

## Der vermutete Geist
Wie vielen Burgen wird auch dem Castello di Guardasone nachgesagt, einen Geist zu beherbergen. Der Legende nach soll Ottobuono de’ Terzi nicht durch Verrat in Rubiera gestorben sein, sondern durch einen Hinterhalt der Frauen von Guardasone aus Rache für das von ihm angeordnete Massaker an 65 Männern des Dorfes getötet worden sein. Er soll im Wald ohne Grab beerdigt worden sein; seitdem wandert er ruhelos in der Nähe der Guardiola umher.